# Temenos (Creta)
Temenos (in greco Τέμενος?) è un ex comune della Grecia nella periferia di Creta (unità periferica di Candia) con 3 218 abitanti secondo i dati del censimento 2001. La cittadina fu fondata da Niceforo Foca dopo l'assedio e la riconquista di Candia nel 961.
È stato soppresso a seguito della riforma amministrativa, detta Programma Callicrate, in vigore dal gennaio 2011 ed è ora compreso nel comune di Candia.